# Tinció d'hematoxilina-eosina

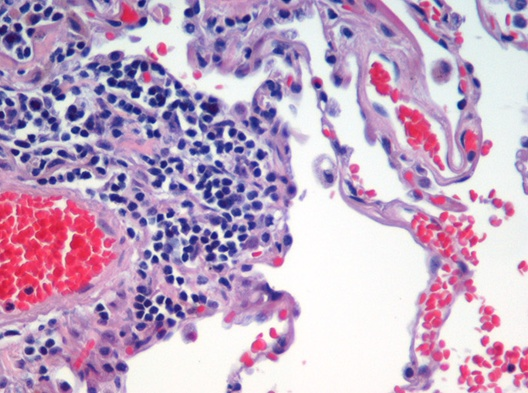
Mostra histològica de pulmó humà tenyida amb hematoxilina i eosina, que mostra els nuclis cel·lulars de color violeta fosc i els eritròcits de color vermell.

La tinció d'hematoxilina-eosina (abreviat com tinció d'HE) és una de les principals tincions d'histologia. És la tinció més àmpliament utilitzada en el diagnòstic mèdic i amb freqüència és l'estàndard d'or. Una combinació d'hematoxilina i eosina, produeix blaus, violetes i vermells en el tall histològic i permet diferenciar en el conjunt del teixit a estudiar molts matisos (gràcies a l'eosina) i obtenir una excel·lent definició dels nuclis (gràcies a l'hematoxilina). Aquesta combinació de colorants per formar una tinció única va ser el resultat final del treball de diferents històlegs del segle XIX: Wissowzky (1875), Reynaud (1876) i Busch (1876-78). Busch fou el primer en descriure les especials propietats de dita combinació en un treball sobre el procés d'ossificació.
És difícil establir patrons cromàtics estàndard en aquesta tinció, ja que les diferències en els tipus d'eosina i d'hematoxilina (generalment s'utilitza l'hematoxilina de Harris, si bé alguns centres fan servir la de Mayer o la d'Ehrlich) escollits i petites variacions en la forma de preparar les solucions, fan que els resultats siguin poques vegades completament idèntics. Per minimitzar això i facilitar l'ensenyament histològic hi ha una variant, la tinció d'HE de Hine, que permet tenyir in toto blocs tissulars de fins a uns 1,5 cm de gruix. Una de les variacions creades amb el propòsit de simplificar el procés d'elaboració de la tinció és substituir el xilol desparafinador per sabó per rentar plats líquid diluït. La modificació de Mayer permet visualitzar amb molta claredat els nuclis en un entorn pràcticament sense color, de forma senzilla. Rebaixant l'alum i augmentant el pH de la solució d'hematoxilina, les mucines del tracte gastrointestinal es tenyeixen amb una qualitat similar a la de la tinció de PAS.
L'hematoxilina de Gill I s'utilitza sovint en procediments citològics. La de Gill II es fa servir en citologia (si es desitja una coloració més intensa) o en contratincions immunohistoquímiques fetes amb HE. La fórmula de Gill III és adequada per obtenir una tonalitat nuclear fosca en preparacions histològiques quan és necessari un temps de tinció molt curt.
La quantitat d'estructures i lesions cel·lulars/tissulars que la tinció d'HE -"el pa de cada dia" a molts laboratoris d'arreu del món- permet estudiar és enorme. Per aquest motiu, la interpretació de les seves imatges requereix un alt grau d'experiència professional. A països poc desenvolupats i sense gaires recursos tècnics és una tinció essencial, emprada inclús en el diagnòstic dels linfomes. Existeix una variant específica que permet observar amb una millor claredat les cèl·lules de Reed-Sternberg característiques del limfoma de Hodgkin. No és la tinció més adequada per detectar ferro als teixits, en especial el resultant d'hemorràgies evolucionades, però té una major especificitat que el mètode del blau de Prússia detectant microhemorràgies cerebrals recents induïdes.
En línies generals, a les preparacions s'aprecia:
- Nucli cel·lular: Blau intens/violeta
- Citoplasma: Rosa intens
- Múscul: Vermell fosc o fúcsia
- Eritròcits: Vermell viu
- Basòfils: Vermell porpra
- Fibrina: Rosa pàl·lid
- Col·lagen: Vermell suau
- Mitocòndries: Rosa pàl·lid

La preparació d'aquesta tinció és relativament senzilla. De vegades, però, poden sorgir problemes que alteren la qualitat dels resultats. Alguns d'ells deriven sovint d'una deficient fixació del material a tenyir, de l'ús d'hematoxilina molt vella o excessivament reutilitzada, d'emprar aigua amb un pH no adequat o d'una neteja insuficient dels contenidors dels tints.
Si fos el cas, es pot reduir el temps de preparació emprant microones en el processament del teixit a tenyir; sense que els resultats de la tinció perdin qualitat, inclús treballant amb petites biòpsies fibròtiques o d'un alt contingut adipós. Existeix una versió optimitzada per tenyir talls de teixit congelat.
L'hematoxilina és un colorant, de vegades anomenat negre natural 1, hidroxibrasilina o C.I. 75290 (i que fou utilitzat anys enrere també per la indústria tèxtil i la paperera), extret originalment de la fusta de l'arbre Haematoxylum campechianum. La seva fórmula molecular és C16H14O₆·xH₂O. Abans s'importava la fusta i el colorant era preparat als països de major consum; avui dia aquest procés es fa a prop de les plantacions dels arbres i les empreses implicades són poques. No sempre amb estratègies comercials coordinades. Aquestes circumstàncies han comportat períodes de desabastiment del producte (principis de la dècada de 1970 i 2008-2009), que van provocar un augment del cost de la tinció a tot el món gairebé inassumible a nombrosos centres amb pocs recursos. Davant d'això, es van cercar compostos alternatius per abaratir la tinció d'HE.
L'hematoxilina ha de ser oxidada a hemateïna abans de ser apta per colorejar i s'ha de combinar amb un metall que actuï com a mordent, per això generalment s'afegeix sulfat d'alumini (potàssic o amònic) al preparat. L'oxidació pot ser induïda químicament o ser conseqüència de l'exposició a l'oxigen per envelliment de la solució (una pràctica obsoleta des de fa molts anys). El producte oxidat de l'hematoxilina, l'hemateïna, es qui realment s'adhereix a les substàncies àcides del teixit. Per aquest motiu en alguns texts europeus antics, la tinció s'anomena de hemateïna-eosina o d'alum-hematoxilina-eosina.
Les eosines més emprades en aquesta tinció són la eosina Y (yellowish) i la B (bluish).
Una de les limitacions de la tinció d'HE és la seva incompatibilitat amb les tècniques d'immunofluorescència. Una alternativa és emprar una combinació del tint nuclear DRAQ5 (en anglès: Deep Red AnthraQuinone-5) i eosina. A hores d'ara, la creació d'un algorisme específic per l'anàlisi automàtica d'imatges de fluorescència d'una mostra determinada permet obtenir imatges virtuals molt similars a les corresponents a una tinció d'HE real de la mateixa, un sistema que facilita i abarateix el procés diagnòstic.
Quan la tinció s'utilitza per tenyir determinades neoplàsies, es produeix un canvi en la normal visualització dels vasos propers al tumor -o en zones necròtiques d'aquest- anomenat fenomen d'Azzopardi. La pared vascular presenta acumulacions d'un material intensament basòfil (hematoxifílic) que correspon a l'ADN de les cèl·lules destruïdes pel tumor. No és la tinció més apropiada per identificar fongs en mostres tissulars. Tenyeix el seu citoplasma de color rosa, el nucli de blau i la paret resta incolora; per això, es difícil diferenciar-los de les estructures del voltant. En canvi, permet observar bé les reaccions que provoquen en els teixits. De ser necessari, l'HE es pot combinar amb la tinció de plata metenamina, un mètode molt útil per diagnosticar micosis. És una tinció molt pràctica per detectar la formació de biofilms no desitjats després de determinades intervencions quirúrgiques. La seva especificitat identificant les inclusions intranuclears i intracitoplasmàtiques que provoca la infecció per citomegalovirus a les cèl·lules és molt alta. Pot ser aplicada com a element pronòstic del grau d'infiltració limfocitària en els càncers colorectals.
Si el propòsit de la tinció és estudiar múscul, cal seguir un protocol especial per obtenir uns resultats òptims.
Actualment, la tinció es prepara utilitzant sistemes automàtics (almenys als centres amb un considerable nombre de mostres rutinàries a estudiar i amb recursos suficients). Certs avanços en l'àmbit sanitari, com la telepatologia, han generat canvis en la tecnologia de dits sistemes per tal d'assolir una major definició en les preparacions.
Els nous sistemes d'imatge digital aplicats a la microscòpia han comportat algunes deficiències en la visualització de les preparacions tenyides amb H&E, en especial la dels nuclis cel·lulars, que es poden evitar amb canvis en la metodologia de processament del color. Amb tot, la variabilitat cromàtica de la tinció (en part a causa de les diferències inherents als molts tipus de teixits biològics a observar, i -sobretot- pels diversos protocols de preparació i/o models de microscopi emprats) és tan gran que dificulta una digitalització homogènia de les imatges i fa complicada la interpretació de les imatges pels professionals amb poca experiència. Per a trobar una solució a aquest problema s'ha proposat un algoritme que aprofita la correlació entre el color i les propietats espacials de les principals estructures presents en la majoria de les imatges obtingudes amb la tinció d'HE, facilitant així l'estandardització cromàtica.
Per biòpsies dermatopatològiques tenyides amb HE, s'ha dissenyat un mètode automàtic d'anàlisi digital que permet visualitzar de forma segmentaritzada les diferents capes de l'epidermis, facilitant així la detecció i diagnosi de nombroses lesions cutànies, com ara el melanoma, en preparacions de rutina. A més de les dades morfomètriques, l'anàlisi de determinats paràmetres relacionats amb la tinció permet determinar factors pronòstics basats en el grau de segmentació estromal i nuclear present en talls histològics de biòpsies de càncer de mama.
A banda del seu ús en medicina aquesta tinció té moltes aplicacions en altres disciplines, com ara la botànica, l'entomologia, la bromatologia o l'agricultura. Per exemple, s'utilitza per detectar anomalies o infeccions en les llavors emprades en la sembra.